# Extraliga ragby XV 2022
Extraliga ragby XV 2022 byla osmadvacátá samostatná Extraliga ragby XV, kterou pořádá Česká rugbyová unie (ČSRU).
V extralize hrálo 8 týmů každý s každým 1 zápas, a poté play off. V 1. lize se hrálo ve dvou oblastech (Čechy 5 týmů a Morava 4 týmy), následně se hrálo play off křížem mezi sebou, vždy první tým skupiny proti druhému týmu sousední skupiny. 
V 1. lize hrálo několik týmů ve společenství z důvodu nedostatku hráčů.

## Účastníci
Extraliga:
- RC Mountfield Říčany
- RC Sparta Praha
- RC Tatra Smíchov
- RC Praga Praha
- JIMI RC Vyškov
- RC Dragon Brno
- RC Slavia Praha
- RC Přelouč

1. liga – Oblast Čechy:
- Spol. Říčany/Iuridica
- RK Petrovice
- Spol. Nýrsko/České Budějovice
- Spol. Smíchov/Praga
- Spol. Plzeň/Rakovník/Kralupy n/V

1. liga – Oblast Morava:
- RC Bystrc
- RC Zlín
- Sokol Mariánské Hory
- RC Havířov

## Extraliga
V základní části odehrálo 8 týmů jeden zápas každý s každým. Pro play-off se týmy rozdělí na poloviny – týmy na 1.-4. místě hrají o titul, týmy ve spodní polovině o udržení/vyhnutí se baráži. Play-off se hraje na 1 vítězný zápas u lépe postaveného týmu v tabulce.
Týmy na 7. a 8. místě poté čeká baráž o udržení v extralize s dvěma nejlepšími týmy z 1. ligy.

### Základní část
| P  | Tým              | Z | V | P | Skóre   | Body |
| -- | ---------------- | - | - | - | ------- | ---- |
| 1. | RC Říčany        | 7 | 7 | 0 | 321:63  | 34   |
| 2. | RC Sparta Praha  | 7 | 6 | 1 | 300:104 | 30   |
| 3. | RC Tatra Smíchov | 7 | 5 | 2 | 202:136 | 25   |
| 4. | RC Praga Praha   | 7 | 4 | 3 | 180:139 | 19   |
| 5. | RC Vyškov        | 7 | 3 | 4 | 230:193 | 17   |
| 6. | RC Dragon Brno   | 7 | 2 | 5 | 145:228 | 11   |
| 7. | RC Slavia Praha  | 7 | 1 | 6 | 72:232  | 4    |
| 8. | RC Přelouč       | 7 | 0 | 7 | 85:440  | 0    |

### Play off – skupina o titul
Semifinále
19.5.2022 RC Říčany – RC Praga Praha 53:5
17.5.2022 RC Sparta Praha – RC Tatra Smíchov 22:25
O 3. místo
28.5.2022 RC Sparta Praha – RC Praga Praha 42:7
Finále
28.5.2022 RC Říčany – RC Tatra Smíchov 45:8

#### Play off – skupina o umístění
Semifinále
RC Vyškov – RC Přelouč 61:10
RC Dragon Brno – RC Slavia Praha 38:33 pp.
O 5. místo
RC Vyškov – RC Dragon Brno 38:12
O 7. místo
RC Slavia Praha – RC Přelouč 103:22

## 1. liga
V základní části oblast Čechy odehrálo 5 týmů jeden zápas každý s každým 4 zápasy a v oblasti Morava 4 týmy dvakrát každý s každým 6 zápasů. 
V nadstavbě hrají play-off křížem první dva týmy obou skupin o 1. až 4. místo a 3. a 4. týmy obou skupin křížem o 5. až 8. místo.

### Základní část
| P  | Tým                                         | Z | V | P | Skóre   | +4P | -7B | Body |
| -- | ------------------------------------------- | - | - | - | ------- | --- | --- | ---- |
| 1. | RC Říčany/ARC Iuridica Praha                | 4 | 4 | 0 | 200:62  | 4   | 0   | 20   |
| 2. | Rugby klub Petrovice                        | 4 | 3 | 1 | 191:86  | 3   | 0   | 15   |
| 3. | RC Šumava Nýrsko/RC České Budějovice        | 4 | 2 | 2 | 122:140 | 3   | 1   | 12   |
| 4. | RC Tatra Smíchov/RC Praga Praha             | 4 | 1 | 3 | 146:179 | 3   | 1   | 8    |
| 5. | RC Plzeň/RC Rakovník/RC Kralupy nad Vltavou | 4 | 0 | 4 | 17:202  | 0   | 0   | 0    |

| P  | Tým                     | Z | V | P | Skóre   | +4P | -7B | Body |
| -- | ----------------------- | - | - | - | ------- | --- | --- | ---- |
| 1. | RC Zlín                 | 6 | 5 | 1 | 263:125 | 5   | 1   | 26   |
| 2. | RC Bystrc               | 6 | 4 | 2 | 136:175 | 4   | 0   | 20   |
| 3. | TJ Sokol Mariánské Hory | 6 | 3 | 3 | 221:176 | 3   | 1   | 16   |
| 4. | RC Havířov              | 6 | 0 | 6 | 114:231 | 2   | 1   | 3    |

### Play off – skupina o titul
Semifinále
RC Říčany/ARC Iuridica Praha – RC Bystrc
RC Zlín – Rugby klub Petrovice
O titul
RC Říčany/ARC Iuridica Praha – RC Zlín 22:46
O 3. místo
Rugby klub Petrovice – RC Bystrc

### Play off – skupina o umístění
RC Šumava Nýrsko/RC České Budějovice – RC Havířov
TJ Sokol Mariánské Hory – RC Tatra Smíchov/RC Praga Praha
O 5. místo
O 7. místo

## Baráž o extraligu
RC Zlín – RC Přelouč 26:24
RC Slavia Praha – Rugby klub Petrovice 87:15
Do extraligy postoupil Zlín, Slavia si své místo v extralize udržela.